# Altzo
Altzo (baskisch und offiziell; spanisch Alzo) ist ein Ort und eine Gemeinde (Municipio) in der Provinz Gipuzkoa im spanischen Baskenland. Sie hat 445 Einwohner (Stand: 2024). Die Gemeinde gliedert sich in die Ortsteile Altzo Azpi und Altzo Muño.

## Geografie
Altzo liegt etwa 22 Kilometer südsüdwestlich von der Provinzhauptstadt Donostia-San Sebastián. Der Oria begrenzt die Gemeinde im Nordwesten.

## Bevölkerungsentwicklung
| 1900 | 1950 | 1970 | 1981 | 1991 | 2001 | 2011 | 2021 |
| ---- | ---- | ---- | ---- | ---- | ---- | ---- | ---- |
| 454  | 389  | 405  | 333  | 333  | 337  | 405  | 447  |

## Sehenswürdigkeiten
- Kirche Mariä Himmelfahrt (Iglesia de Nuestra Señora de la Asunción)
- Salvatorkirche
- Barbarakapelle
- Rathaus

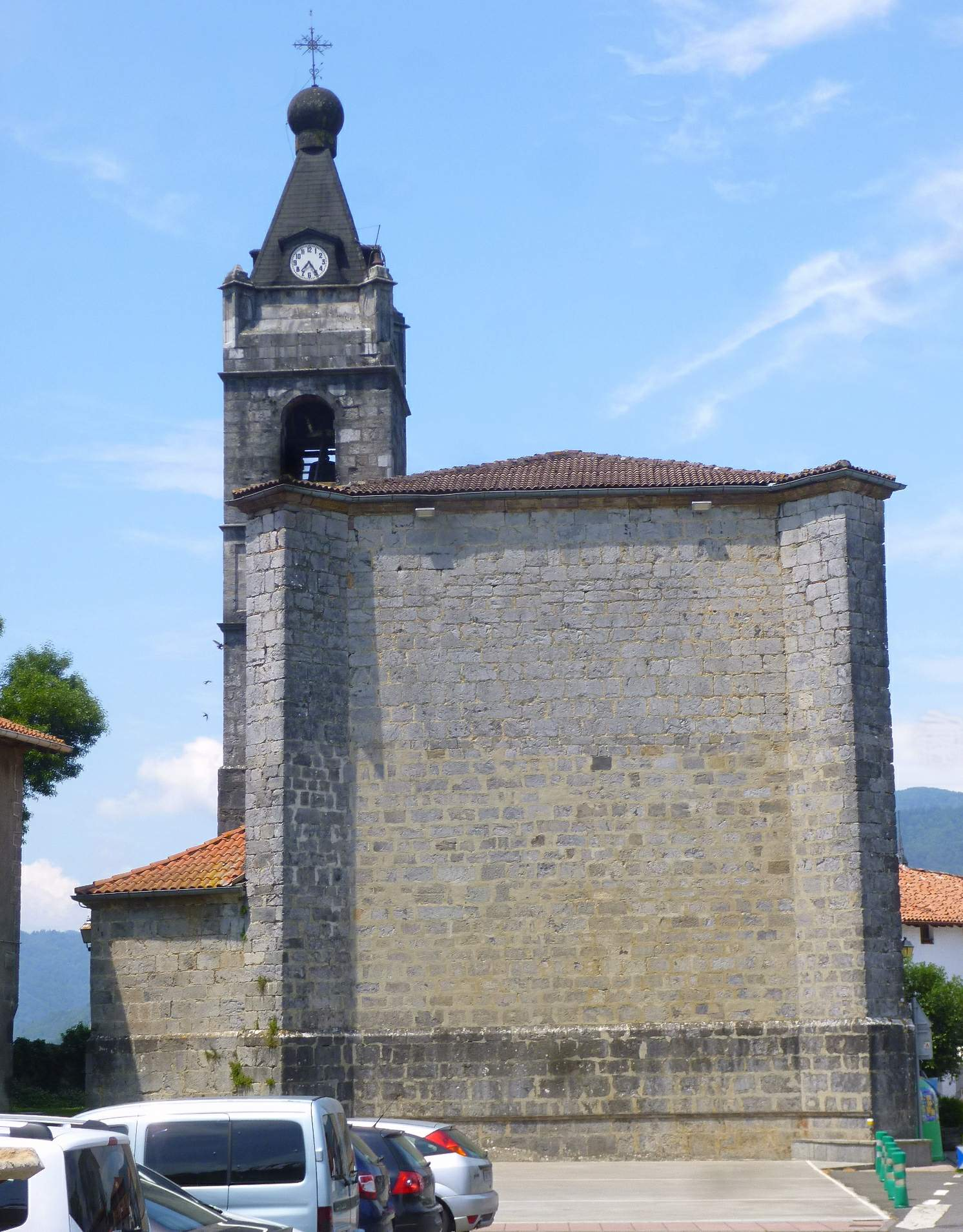
Kirche Mariä Himmelfahrt
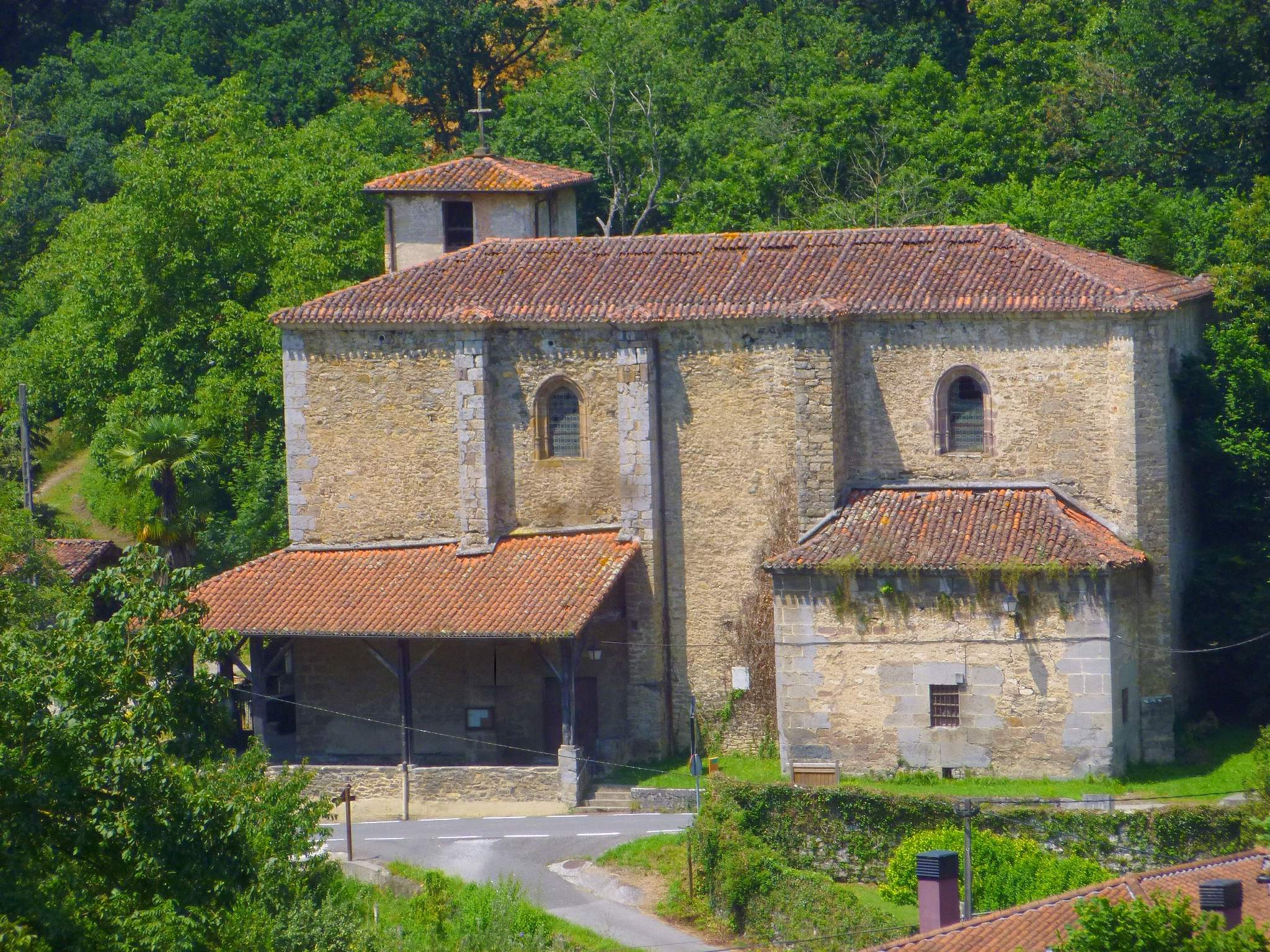
Salvatorkirche
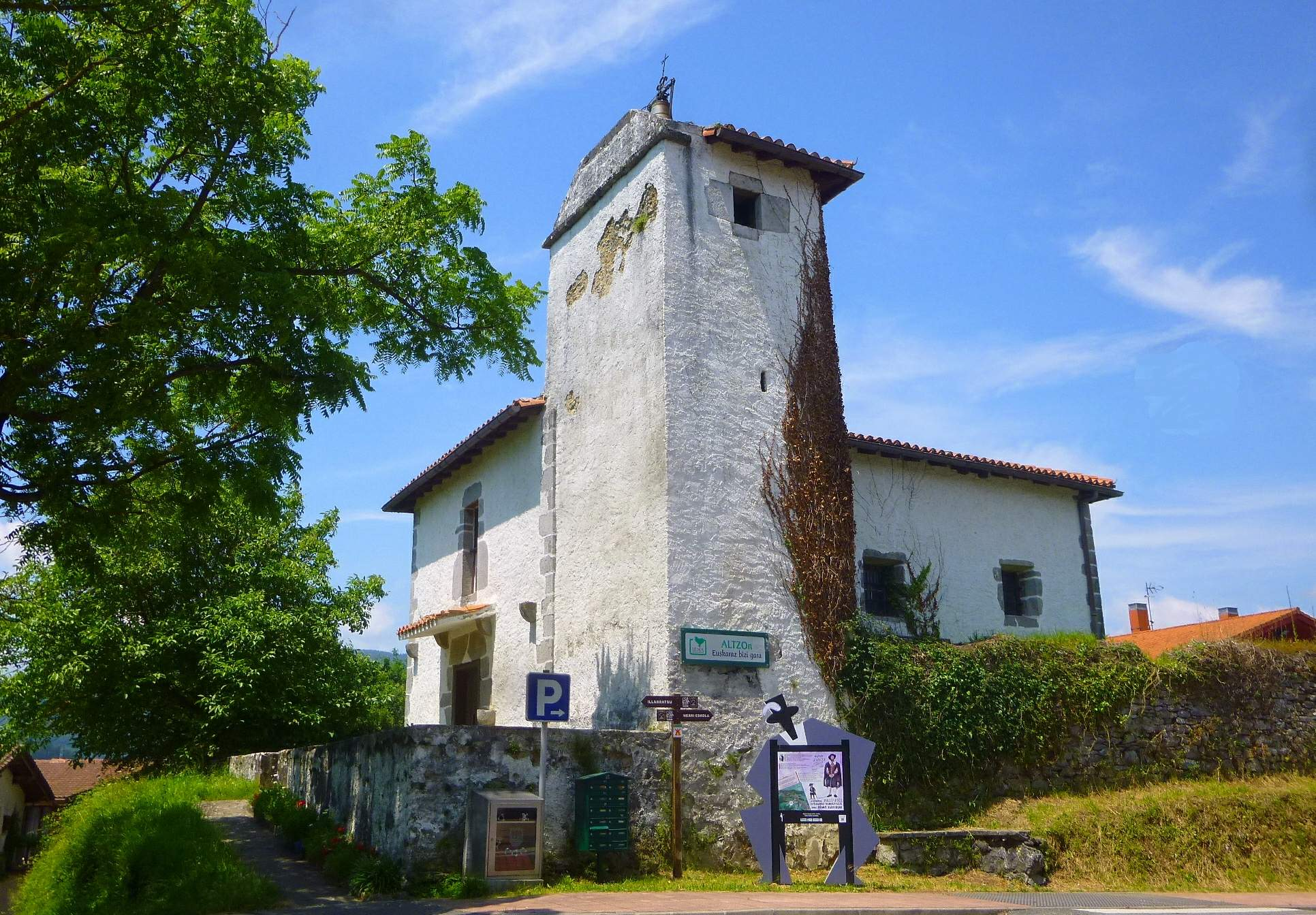
Barbarakapelle
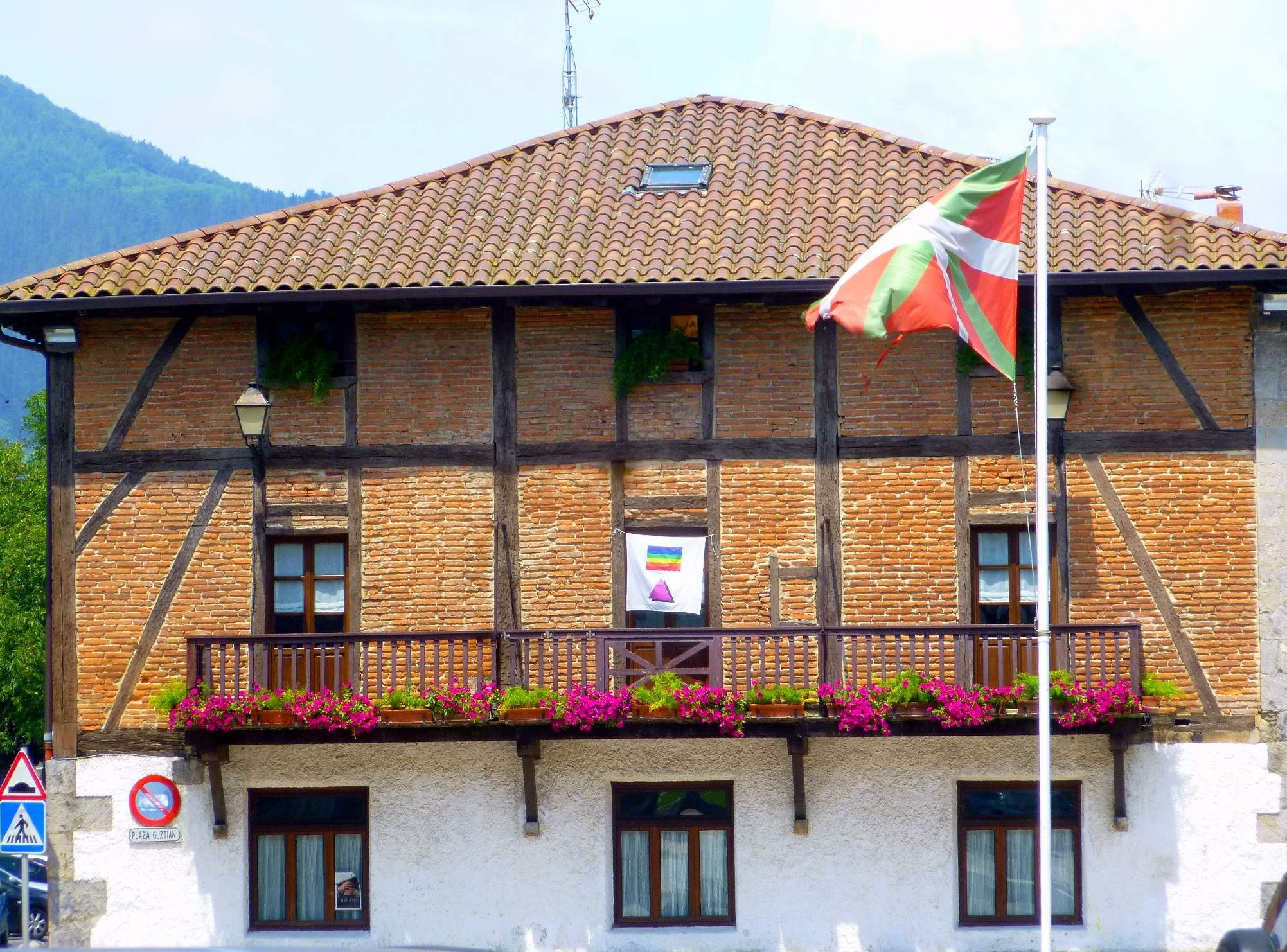
Rathaus

## Persönlichkeiten
- Miguel Joaquín Eleicegui Ateaga (1818–1861), genannt Der Riese von Alzo, angeblich 2,42 Meter großer Mann